# Embrace (band)
Embrace was een Amerikaanse posthardcoreband afkomstig uit Washington. De band bestond uit Ian MacKaye (de zanger van Minor Threat) en drie voormalige leden van The Faith: gitarist Michael Hampton, drummer Ivor Hanson, en bassist Chris Bald. Hampton en Hanson hadden al eerder met elkaar gespeeld in een andere punkband genaamd State of Alert. De band heeft slechts één album opgenomen, dat werd uitgegeven nadat de band uit elkaar was gegaan; het studioalbum Embrace. De stijl van het album is beïnvloed door Subject to Change, een ep van The Faith.
Embrace was een van de eerste bands waarvan de stijl door de pers als "emotional hardcore" werd omschreven. De bandleden zelf hebben deze term nooit geaccepteerd. 
De band speelde zijn laatste show in de 9:30 Club in maart 1986.

## Discografie
Studioalbums
- Embrace (1987)